# Überläufer (Jagd)
Überläufer bezeichnet in der Jägersprache das Schwarzwild beiderlei Geschlechts im zweiten Lebensjahr.  
Weibliche Überläufer bleiben in der Rotte beim Muttertier (Bache). Männliche Überläufer werden mit dem Beginn der Geschlechtsreife aus der Rotte vertrieben. Sie schließen sich dann zu einer Überläuferrotte zusammen. 
Die weiblichen Überläufer werden durchaus bereits trächtig, sie frischen bei ihrem ersten Wurf in der Regel etwa zwei bis drei Frischlinge. 
Die männlichen Überläufer haben in diesem Alter noch kaum Paarungschancen und müssen sich diese gegen die erwachsenen Keiler erkämpfen.